# Cantó de Sent Macari
El cantó de Sent Macari és un cantó francès del departament de la Gironda, situat al districte de Lengon. Té 14 municipis i el cap és Sent Macari.

## Municipis
- Cauç Dròt
- Pian de Garona
- Sent Andriu dau Bòsc
- Senta Fe la Longa
- Sent German de la Grava
- Sent Laurenç deu Bòsc
- Sent Laurenç dau Plan
- Sent Macari
- Sent Maxenç
- Sent Marçau
- Sent Martin de Sescàs
- Sent Pèir d'Aurilhac
- Semens
- Verdelais

## Història
| Data d'elecció                           | Identitat             | Partit | Qualitat |
| ---------------------------------------- | --------------------- | ------ | -------- |
| 1945-1947                                | Jean Thomas           | SFIO   |          |
| 1948-1968                                | Roger Paule           |        |          |
| 1969-1979                                | Jean-François Poutays | CNIP   |          |
| 1979-1998                                | Jean Lafourcade       | PCF    |          |
| 1998-                                    | Michel Hilaire        | PCF    |          |
| les dades anteriors no són pas conegudes |                       |        |          |
|                                          |                       |        |          |

## Demografia
| 1962  | 1968  | 1975  | 1982  | 1990  | 1999  | 2006  |
| ----- | ----- | ----- | ----- | ----- | ----- | ----- |
| 7.278 | 7.682 | 7.643 | 7.872 | 8.141 | 8.073 | 8.590 |